# Cocorná
Cocorná è un comune della Colombia facente parte del dipartimento di Antioquia.
Il centro abitato venne fondato da alcune famiglie provenienti dal comune di Marinilla nel 1793, mentre l'istituzione del comune è del 1864.